# Setomaa kommun
Setomaa kommun (estniska: Setomaa vald) är en kommun i landskapet Võrumaa i sydöstra Estland. Småköpingen Värska utgör kommunens centralort.
Kommunen bildades den 21 oktober 2017 genom en sammanslagning av kommunerna Meremäe, Mikitamäe och Värska samt en del av Misso kommun (området Luhamaa, som omfattar byarna Hindsa, Koorla, Kossa, Kriiva, Leimani, Lütä, Mokra, Määsi, Napi, Pruntova, Põrstõ, Saagri, Tiastõ, Tiilige, Toodsi och Tserebi). Området motsvarande de tidigare kommunerna Mikitamäe och Värska överfördes samtidigt från landskapet Põlvamaa till Võrumaa.
Kommunen omfattar samma område som den estniska delen av den gränsöverskridande regionen Setomaa, bebodd av folkgruppen setukeser. Området består av två från varandra avskilda delar där Luhamaa utgör en exklav till den övriga kommunen.

## Orter
I Setomaa kommun finns en småköping och 155 byar.

### Småköpingar
- Värska (centralort)

### Byar
- Ala-Tsumba
- Antkruva
- Audjassaare
- Beresje
- Ermakova
- Helbi
- Hilana
- Hilläkeste
- Hindsa
- Holdi
- Härmä
- Ignasõ
- Igrise
- Jaanimäe
- Juusa
- Jõksi
- Järvepää
- Kahkva
- Kalatsova
- Kangavitsa
- Karamsina
- Karisilla
- Kasakova
- Kastamara
- Keerba
- Kiiova
- Kiislova
- Kiksova
- Kitsõ
- Klistina
- Koidula
- Kolodavitsa
- Kolossova
- Koorla
- Korela
- Korski
- Kossa
- Kostkova
- Kremessova
- Kriiva
- Kuigõ
- Kuksina
- Kundruse
- Kusnetsova
- Kõõru
- Küllätüvä
- Laossina
- Leimani
- Lepä
- Lindsi
- Litvina
- Lobotka
- Lutepää
- Lutja
- Lütä
- Lüübnitsa
- Maaslova
- Marinova
- Martsina
- Masluva
- Matsuri
- Melso
- Merekülä
- Meremäe
- Miikse
- Mikitamäe
- Miku
- Mokra
- Määsi
- Määsovitsa
- Napi
- Navikõ
- Nedsaja
- Niitsiku
- Obinitsa
- Olehkova
- Ostrova
- Paklova
- Palandõ
- Palo
- Paloveere
- Pattina
- Pelsi
- Perdaku
- Pliia
- Podmotsa
- Poksa
- Polovina
- Popovitsa
- Pruntova
- Puista
- Puugnitsa
- Põrstõ
- Raotu
- Rokina
- Ruutsi
- Rõsna
- Rääptsova
- Rääsolaane
- Saabolda
- Saagri
- Saatse
- Samarina
- Selise
- Seretsüvä
- Serga
- Sesniki
- Sirgova
- Sulbi
- Säpina
- Talka
- Tedre
- Tepia
- Tessova
- Teterüvä
- Tiastõ
- Tiilige
- Tiirhanna
- Tiklasõ
- Tobrova
- Tonja
- Toodsi
- Toomasmäe
- Treiali
- Treski
- Triginä
- Tserebi
- Tsergondõ
- Tsirgu
- Tsumba
- Tuplova
- Tuulova
- Tääglova
- Ulaskova
- Ulitina
- Usinitsa
- Uusvada
- Vaaksaarõ
- Vaartsi
- Varesmäe
- Vasla
- Vedernika
- Velna
- Veretinä
- Verhulitsa
- Vinski
- Viro
- Voropi
- Võmmorski
- Võpolsova
- Võõpsu
- Väike-Rõsna
- Väiko-Härmä
- Väiko-Serga
- Õrsava